# Pyramidula umbilicata
Pyramidula umbilicata ist eine Schneckenart in der Familie der Pyramidenschnecken (Pyramidulidae) aus der Unterordnung der Landlungenschnecken (Stylommatophora).

## Merkmale
Das kleine, rechtsgewundene Gehäuse ist flach-konisch; es misst 2,05 bis 2,9 mm in der Breite und 1,3 bis 2,05 mm in der Höhe. Es ist damit sehr ausgeprägt breiter als hoch, der H/B-Index variiert von 0,56 bis 0,74 (Mittel 0,65). Die im Adultstadium bis zu fünf gleichmäßig zunehmenden Windungen (vier Windungen) sind an der Peripherie gut gerundet und durch eine tiefe Naht voneinander abgesetzt. Die Mündung ist quer-elliptisch und steht schief zur Windungsachse. Der Mundsaum ist überwiegend gerade und zugespitzt, nur im Nabelbereich leicht umgeschlagen, Der Nabel ist weit offen und nimmt etwa ein Drittel der Gehäusebreite ein.
Das Gehäuse ist graubraun und die Oberfläche zeigt sehr feine, eng stehende Anwachsstreifen.

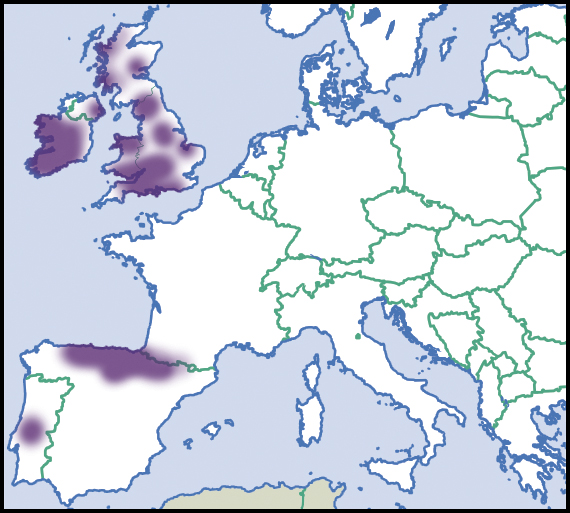
Verbreitung in Westeuropa (aus Welter-Schultes, 2012)

## Geographische Verbreitung und Lebensraum
Das Verbreitungsgebiet der Art sind die Britischen Inseln sowie Nordspanien und die Pyrenäen. Es gibt bisher auch noch einen Fundort in Mittelportugal.
Die Tiere leben auf Kalkfelsen und Kalksteinmauern, sogar auf Mauern, die mit Kalkzement errichtet sind. Sie verkriechen sich tagsüber in Vertiefungen, Spalten und Ritzen. Sie sind aktiv in der Nacht und bei feuchtem Wetter. Sie ernähren sich von endolithischen Algen und auch Flechten, die mit der Radula abgeschabt werden, und mit einer Menge Gesteinsgrus aufgenommen werden.

## Taxonomie
Das Taxon wurde 1803 von Georges Montagu als Helix umbilicata in die wissenschaftliche Literatur eingeführt. Es ist heute fast allgemein als gültiges Taxon anerkannt. Die Syntypen werden im Royal Albert Memorial Museum in Exeter aufbewahrt.
Seddon et al. (2014) halten das Taxon für ungültig und stellen die Exemplare der Britischen Inseln zu Pyramidula pusilla.

## Gefährdung
Die Art wurde 2014 auf den Britischen Inseln als nicht gefährdet eingeschätzt.